# جامعة أفريت
جامعة أفريت [[إنج|Averett University]] هي كلية معمودية خاصة في دانفيل، فرجينيا. تأسست عام 1859م باعتبارها كلية نسائية، ثم أصبحت مؤسسة تعليمية مختلطة مدتها 4 سنوات وذلك في عام 1969م. في عام 2011م استعادت الجامعة انتماءها المعمداني، مجددة العلاقة التي كانت قائمة منذ تأسيسها حتى عام 2005م.

## التاريخ
استئجر مبنى الكلية في عام 1859م بمسمى جامعة يونيون للإناث وأصبحت تابعة للرابطة المعمدانية العامة في فرجينيا في عام 1910م. تغير اسمها ليصبح اسمها كلية أفريت، وحصلت على الاعتماد بمسمى كلية المبتدئين في عام 1917م. ثم اعتمدت من قبل الرابطة الجنوبية للكليات والمدارس وذلك في عام 1928م. أصبحت بعد ذلك كلية مختلطة مدتها أربع سنوات، وذلك في عام 1969م، وقدمت أول برامج الدراسات العليا في 1980م. غيرت اسمها إلى جامعة أفريت في عام 2001م.
في عام 2005م قامت الرابطة المعمدانية العامة في فرجينيا بحل علاقاتهم مع إفريت بعد أن تخلت الجامعة عن المناصب المعمدانية في الشذوذ الجنسي .  في نوفمبر 2011م صوتت الرابطة المعمدانية العامة في فرجينيا لاستعادة علاقة الجمعية بجامعة أفريت. 

## القبول
في عام 2011م قُبل 54٪ من المتقدمين.  وتقبل الطلبات على أساس متجدد ومعايير متغيرة.

## أكاديميات
تقدم أفريت برامج درجة الزمالة والبكالوريوس في حوالي 30 تخصصًا. هناك أيضًا برنامجان للحصول على درجة الماجستير: درجة الماجستير في التربية ودرجة الماجستير في إدارة الأعمال. نسبة الطلاب إلى أعضاء هيئة التدريس هي 14: 1. 

## الحرم الجامعي
الحرم الجامعي الرئيسي يقع على مساحة 19 أكر (77,000 م2) يقع الحرم الجامعي في شارع ويست مين في دانفيل، بينما يقع الرحم الجامعي الشمالي في مطار دانفيل الإقليمي داخل دانفيل. ويقع مركز الفروسية في بيلهام، نورث كارولاينا عبر حدود ولاية فرجينيا الشمالية.
يوجد في الجامعة برنامج لتعليم الكبار دراسات العليا ومهنية، مراكز في الحرم الجامعي في دانفيل و ريتشموند وتيد وتر. تقدم دروس الجي بي إس في 12 موقعًا حول فرجينيا.

## مناهج إضافية
هناك عدة طرق يمكن من خلالها للطلاب المشاركة في أنشطة الحرم الجامعي.

### مؤسسة طلاب أفريت
يمثل أعضاء السنة التحضيرية بالجامعة في وظائف خاصة مثل المسرحيات وحفلات الاستقبال وأحداث الاعتراف بالمانحين.

### مجلة الديك
مجلة أخبارالجامعة يديرها الطلاب، تأسست عام 1922م.

### رابطة حكومة الطلاب
رابطة الطلاب الحكومية هي الهيئة الإدارية للطلاب في جامعة أفريت.

## الألعاب الرياضية
يلعب فريق أفريت في رابط رياضة الجامعات القسم الثالث في المؤتمر الرياضي لأمريكا الجنوبية.